# Adunni Bankole
Adunni Bankole (tháng 3 năm 1959 – 3 tháng 1 năm 2015) là một nữ doanh nhân xã hội Nigeria. Bà là Yeye Mokun của vương quốc Owu, một thành phố ở Abeokuta, thủ phủ của bang Ogun, phía tây nam Nigeria.

## Cuộc sống cá nhân
Bà sinh vào tháng 3 năm 1959 tại vương quốc Owu của Abeokuta ở bang Ogun, tây nam Nigeria. Bà đã kết hôn với chính trị gia cộng hòa thứ hai, người đứng đầu Alani Bankole, người cha của cựu diễn giả của nhà đại diện, Dimeji Bankole danh dự.

## Qua đời
Bà qua đời vì đau tim vào ngày 3 tháng 1 năm 2015 sau ca phẫu thuật tim. Được biết, bà đã chết vài giờ trước lễ cưới của con gái mình.